# Мтвара

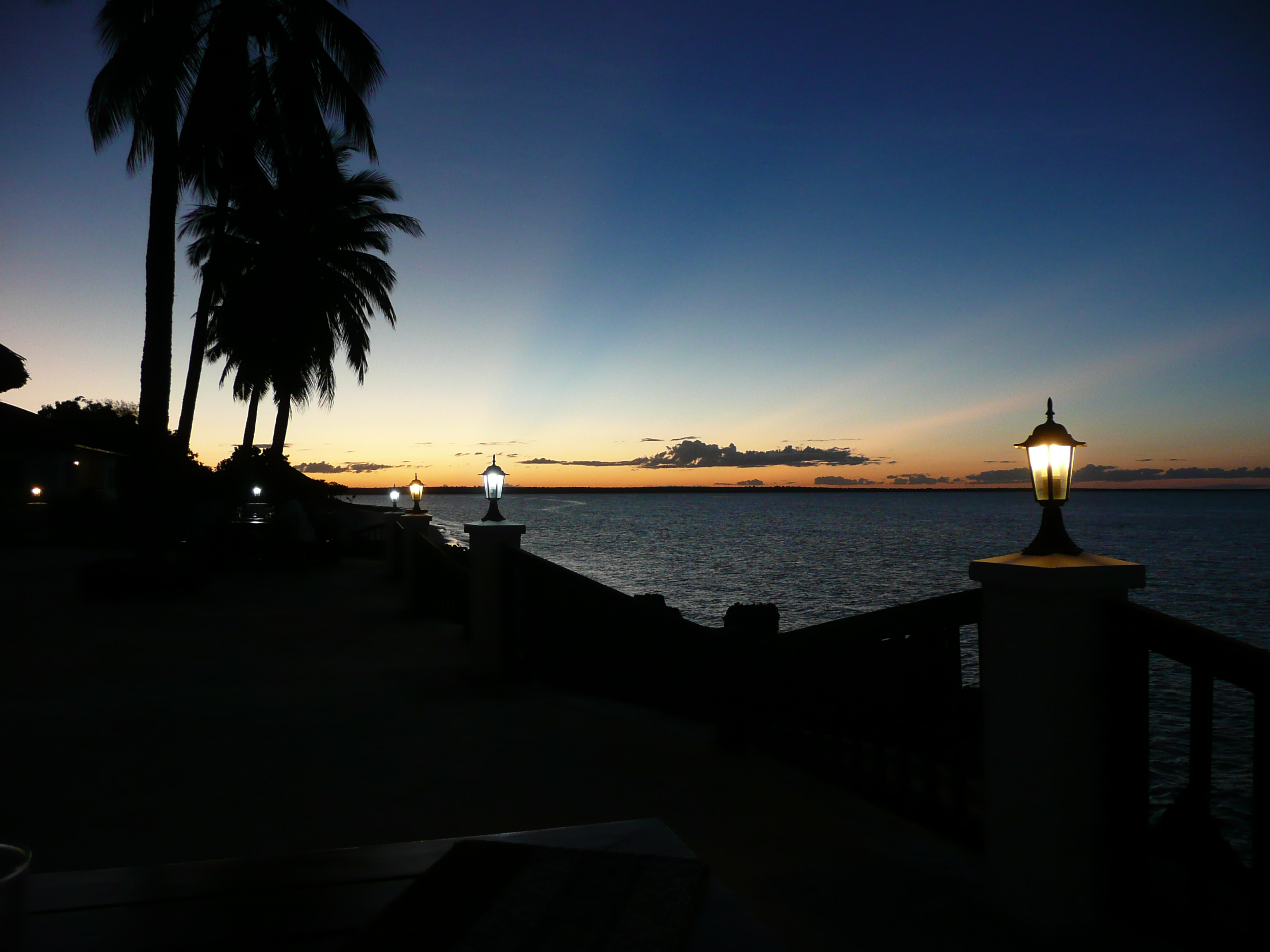
На набережной.

Мтва́ра (англ. Mtwara) — город в Танзании. Является административным центром одноимённых области, городского и сельского округов. Население — 140,8 тыс. человек (по данным переписи 2022 года).

## Климат
Город расположен на юго-востоке страны, на берегу Индийского океана, недалеко от границы с Мозамбиком.
| Показатель | Янв. | Фев. | Март | Апр. | Май  | Июнь | Июль | Авг. | Сен. | Окт. | Нояб. | Дек. | Год   |
| --- | ---- | ---- | ---- | ---- | ---- | ---- | ---- | ---- | ---- | ---- | ----- | ---- | ----- |
| Средний суточный максимум, °C                                                                                            | 30   | 30   | 31   | 31   | 30   | 29   | 29   | 30   | 30   | 30   | 31    | 31   | 30,17 |
| Средняя температура, °C                                                                                                  | 26,3 | 26,8 | 27,1 | 26,4 | 25,3 | 24,1 | 23,9 | 24,3 | 24,1 | 25,3 | 26,3  | 26,1 | 25,5  |
| Средний суточный минимум, °C                                                                                             | 23   | 23   | 23   | 22   | 21   | 19   | 19   | 19   | 19   | 20   | 22    | 23   | 21,08 |
| Норма осадков, мм | 210  | 183  | 208  | 153  | 47   | 16   | 14   | 10   | 12   | 28   | 58    | 144  | 1083  |
| Источник: http://www.climatedata.eu/climate.php?loc=tzxx0004&lang=en, http://www.levoyageur.net/weather-city-MTWARA.html |      |      |      |      |      |      |      |      |      |      |       |      |       |

## Население
Численность населения Мтвары, согласно данным переписи 2022 года, составляла 140 793 человек. При этом наблюдается устойчивый рост населения: в 1978 году в городе проживало 48 491 человек, в 1988 году — 66 452, в 2002 году — 79 277.

## Экономика
Основу экономики составляет туризм. Со времён, когда Германская Восточная Африка перешла под контроль англичан под названием Танганьика, здесь в большом количестве выращивался арахис. Со временем плантации пришли в упадок, однако город пережил этот кризис, превратившись в туристический центр. Поблизости от города находится морской парк (англ. Mnazi Bay-Ruvuma Estuary Marine Park) и старинный город Микиндани. Также здесь есть пляж Шангани и пляж на полуострове Мсанганкуу.
Существует проект по развитию транспортной инфраструктуры, телекоммуникаций, сельского хозяйства, добычи и вывоза железной руды, туризма, лесного хозяйства и рыбалки. Важное место в этом проекте отводится морскому порту Мтвары.

## Транспорт
Город регулярным воздушным и водным сообщением связан с крупнейшим городом Танзании — Дар-эс-Саламом. Дорога A19 ведёт из Мтвары к заливу Мбамба на озере Малави.
Планируется соединить морской порт Мтвары железной дорогой с месторождениями угля Мчучума и железной руды Лиганда через город Сонгеа.

## Фотогалерея

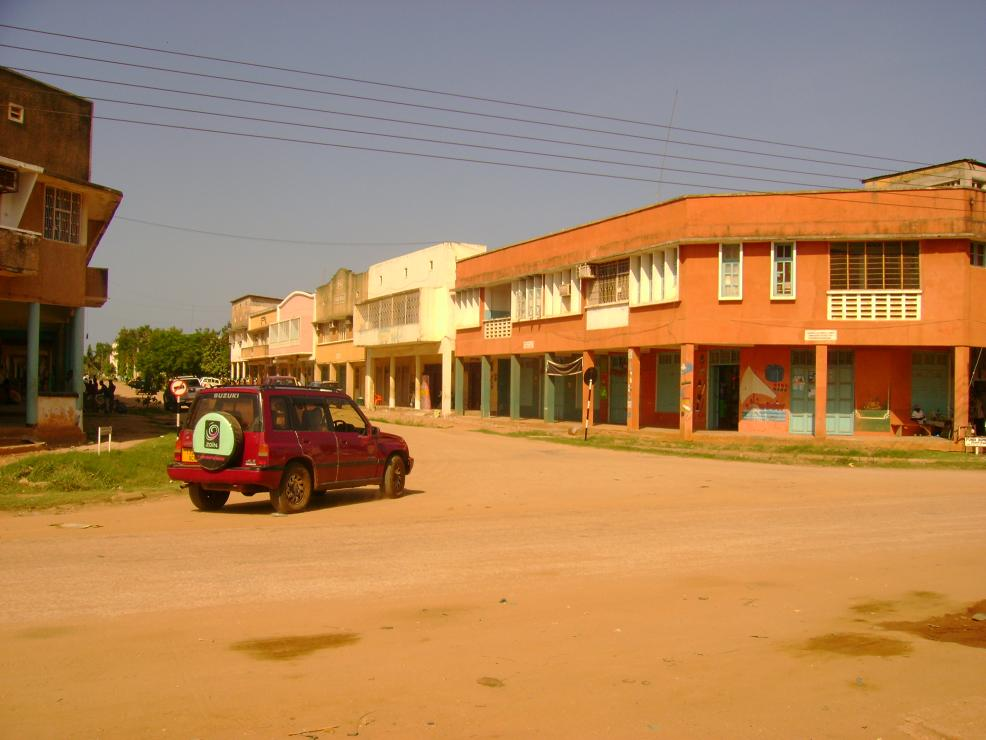
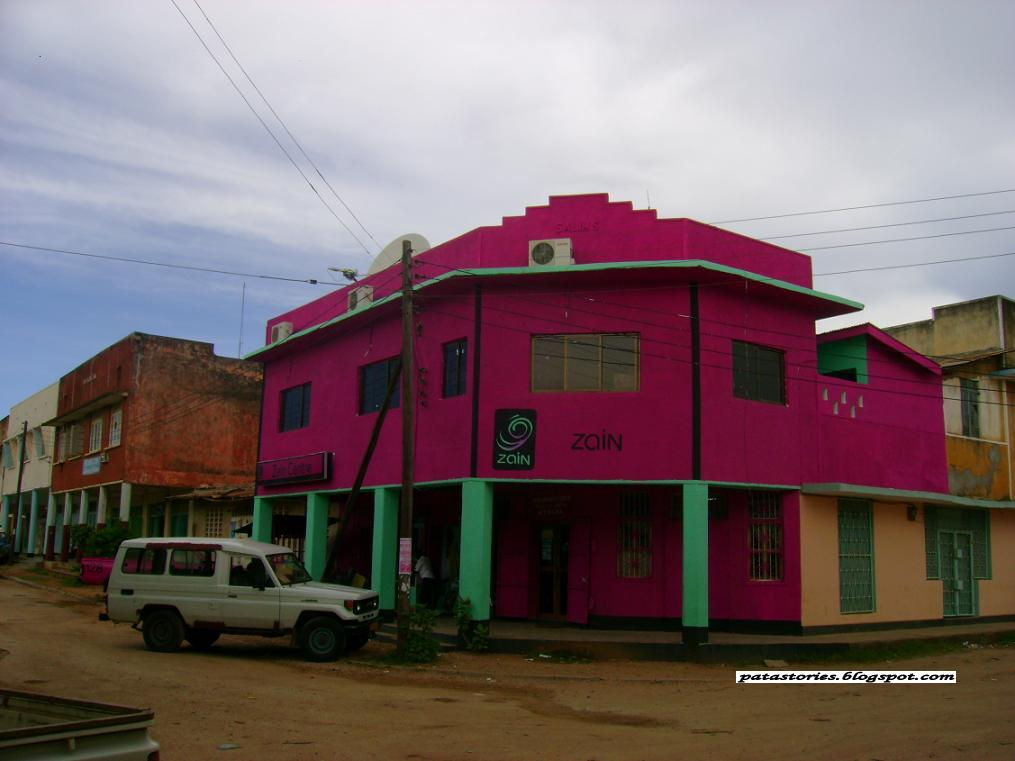
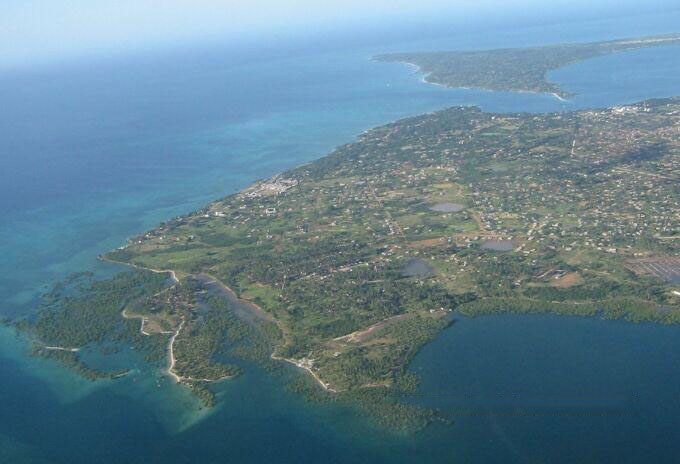
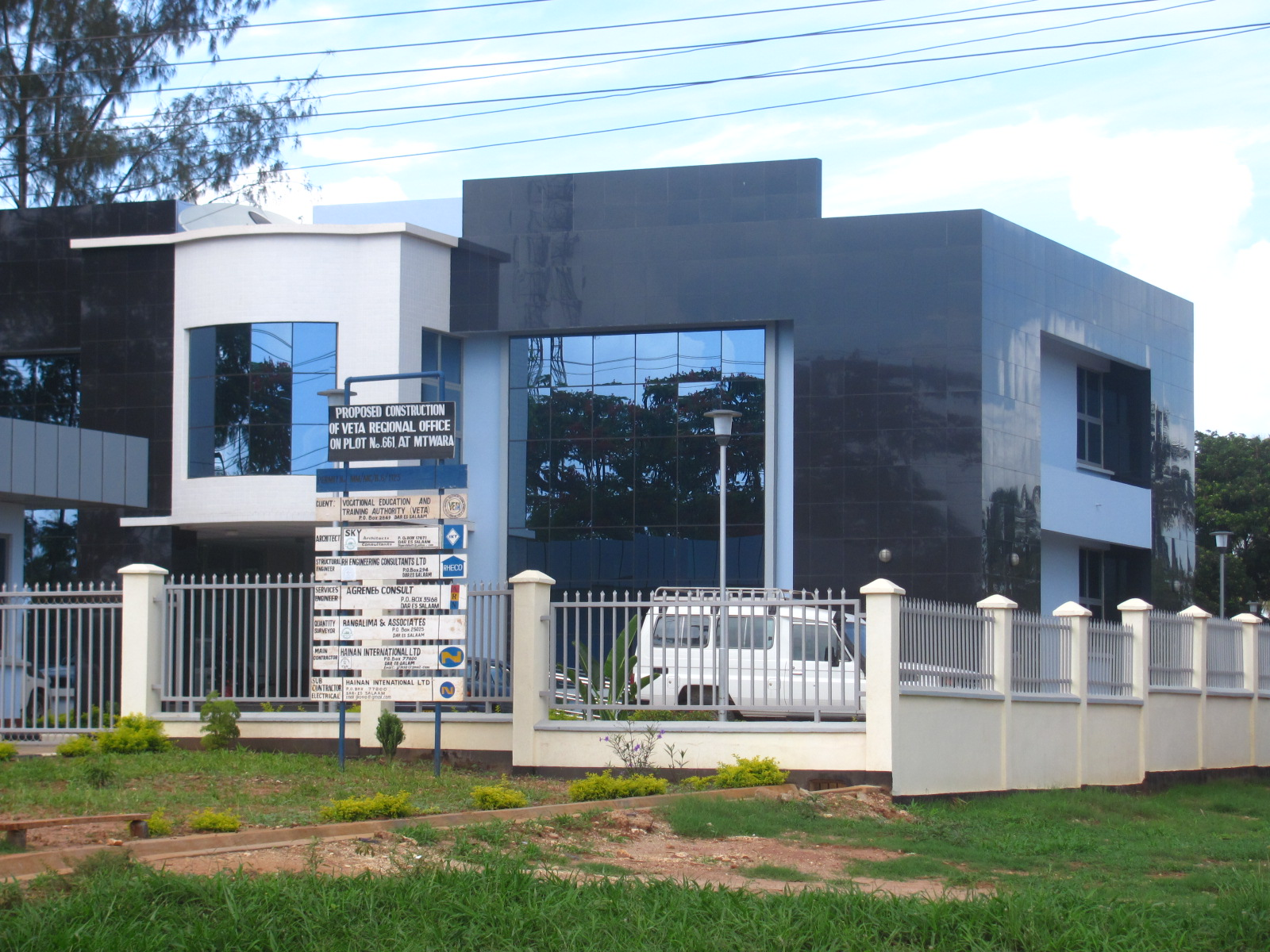

## Города-побратимы
- Реддич, Великобритания[7]